# Андерс Будеґорд
Карл Вільгельм Андерс Будеґорд (швед. Anders Bodegård; нар. 2 січня 1944, Векше — † 17 червня 2024) — шведський славіст, перекладач польської та французької літератури шведською мовою.

## Життєпис
Вперше побував у Польщі в 1967 році, коли відвідував курси польської мови у Варшавському університеті. Він приїхав до Польщі надовше в 1981 році, щоб працювати викладачем шведської мови в Ягеллонському університеті. Після повернення до Швеції Андерс видавав та пропагував польську літературу й культуру.
Він перекладав і популяризував у Скандинавії таких польських авторів, як: Вітольд Гомбрович, Ришард Капусцінський, Єва Ліпська, Збігнєв Герберт, Павел Хілле, Антоні Лібера, священик Юзеф Тішнер, Адам Загаєвський і Віслава Шимборська, яка, як вона скромно стверджувала, без перекладу Будеґорда не отримала б Нобелівської премії з літератури.
У 1998 році Антоні Краузе зробив документальний портрет Будеґорда — шведа з «Весілля», нездорового і романтичного.

## Нагороди
Будеґорд здобув багато нагород і відзнак, зокрема:
- Польського ПЕН-клубу
- Командорський хрест орден «За заслуги перед Польщею» (2018)[5]
- Нагорода Асоціації авторів ZAiKS за видатні перекладацькі досягнення (1998)
- Премія Інституту книги — Трансатлантик (2006)
- Літературна Премія Ришарда Капусціньського за репортаж (2018)